# Three Little Birds
Three Little Birds est une chanson de Bob Marley and the Wailers, parue sur l'album Exodus, en juin 1977. Elle ne sortira en single qu'en septembre 1980, avec Every Need Got An Ego To Feed en face B au Royaume-Uni, où elle sera classée durant neuf semaines et atteindra le Top 20.

Le titre ressort en 1985 en version maxi avec une version longue en face A et le titre Exodus en face B. La même année, le single 45 tours Three Little Birds est publié avec un dub en face B, et le 45 tours Buffalo Soldier (King Sporty Mix) offert en bonus.
Singles de Bob Marley and the Wailers
Could You Be Loved Redemption Song

## Utilisations à l'écran
La chanson figure dans les films suivants :
• Gang de requins en 2004 (reprise par Sean Paul et Ziggy Marley)
• Je suis une Légende en 2007
On la retrouve également dans les séries suivantes :
• The Handmaid's Tale : La Servante écarlate, Saison 1, épisode 2 (A cappella de Janine)
• Perdus dans l'espace, Saison 3, épisode 1 Trois petits oiseaux
. Ted Lasso, saison 3 épisode 6 Tournesols

## Autres utilisations
• L'Ajax Amsterdam en a fait son hymne depuis 2008 où il est repris à chaque mi-temps. Ky-Mani Marley s'est rendu au Johan Cruyff Arena en hommage à ses supporters.
• D'autres équipes comme le Liverpool FC ou l'équipe de Baseball des Milwaukee Brewers utilisent la chanson régulièrement.

## Classements
| Classement (1980)              | Meilleure position |
| ------------------------------ | ------------------ |
| Royaume-Uni (UK Singles Chart) | 17                 |